# Patrick Graham
Patrick Graham (* 21. Juli 1967) ist ein frankokanadischer Schriftsteller und Unternehmensberater.

## Leben und Wirken
Graham wurde 1967 in Kanada geboren und lebt in Paris. Bis zu einem Unfall war er Berufspilot und arbeitet seither als Unternehmensberater. Neben seiner beruflichen Tätigkeit gilt sein besonderes Interesse der Religionsgeschichte. Daraus resultiert sein im Jahr 2007 erschienener Debüt-Roman Das Evangelium nach Satan, der in Frankreich zum Bestseller und mit dem „Prix Maison de la Presse“ ausgezeichnet wurde. Der Mystery-Thriller handelt von einem Buch, das beweisen soll, dass Jesus Christus bei seiner Kreuzigung vom Glauben abgefallen ist. Ein Geheimorden versucht, dieses Geheimnis öffentlich zu machen, um so die Kirche zu schwächen und seine Macht zu stärken.
Im Jahr 2008 veröffentlichte Graham sein zweites Buch Die Brut des Bösen in französischer Originalausgabe. Es erschien Anfang Januar 2010 in deutscher Erstauflage und handelt von einer Virusepidemie, die die Menschheit auszurotten droht.

## Werke
- Das Evangelium nach Satan. (frz. Originaltitel L'evangile selon Satan) Éditions Anne Carrière, Paris 2007, ISBN 978-3-442-37125-9
- Die Brut des Bösen. (frz. Originaltitel L'Apocalypse selon Marie) Éditions Anne Carrière, Paris 2008, ISBN 978-3-442-37392-5
- Sühneopfer. (frz. Originaltitel Retour à Rédemption) Éditions Anne Carrière, Paris 2010, ISBN 978-3-442-37740-4
- Des fauves et des hommes. Pocket, 2013
- Ces lieux sont morts. Fleuve éditions, 2014